# Lochleibungsdruck

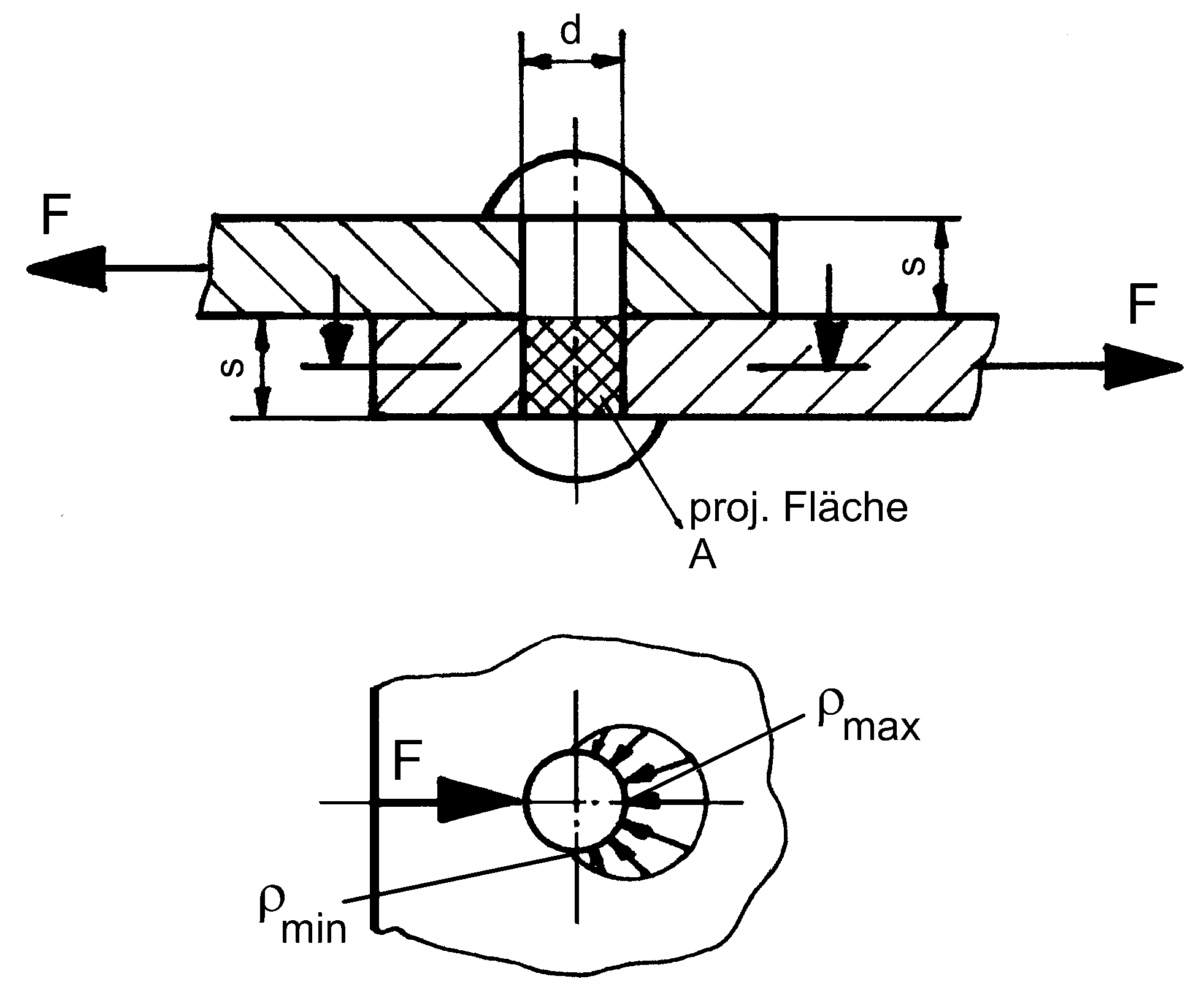
Lochleibung, Pressungsverlauf;
projizierte Fläche A = d · s
(ρ_{max} = maximale Flächenpressung,
ρ_{min} = minimale Flächenpressung)

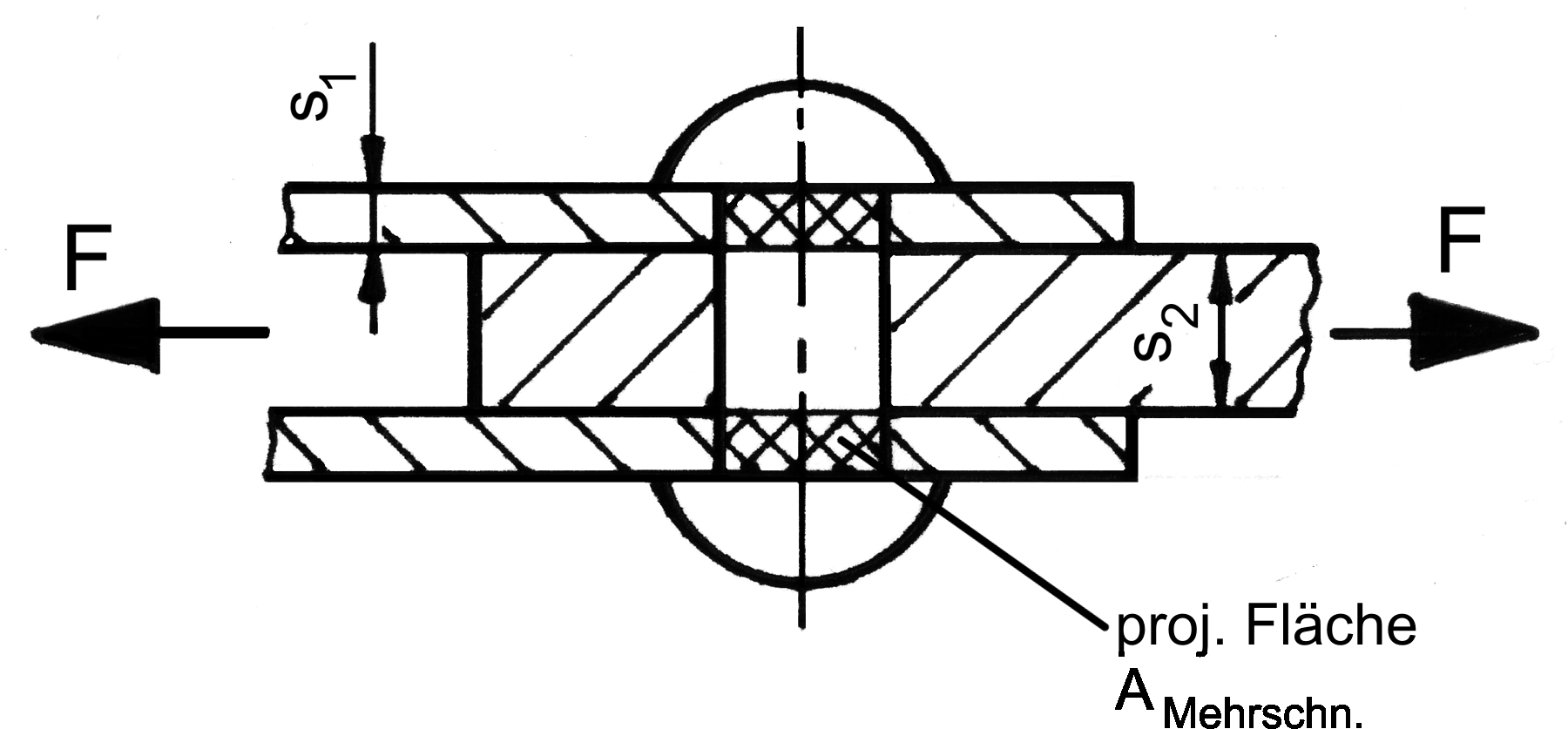
Mehrschnittige Verbindung;
projizierte Fläche A = d · 2 · s_{1}, wenn s_{2} > 2 · s_{1}

Als Lochleibungsdruck, Lochleibungspressung oder Leibungsspannung {\displaystyle \sigma _{l}} wird die auftretende Flächenpressung zwischen dem Umfang des Schafts von Schrauben, Schraubbolzen und Nieten sowie der Lochleibung bezeichnet. Die historische Schreibweise Lochlaibung ist heute seltener im Gebrauch.
Der Lochleibungsdruck ist eine wichtige statische Kenngröße für die Berechnung von Materialstärken in Abhängigkeit von der Lasteinwirkung: je höher die Last bzw. die zu übertragende Kraft, desto größer muss (bei konstantem Durchmesser und Anzahl der Löcher) die Materialstärke sein, damit die Fließgrenze des Werkstoffs nicht überschritten wird.

## Berechnung
Der Lochleibungsdruck ergibt sich aus der Kraft F, die Niet oder Schraube übertragen sollen, und der Kontaktfläche von Niet- oder Schrauben-Schaft und Lochleibung. Da die übertragende Zylinderfläche halbkreisförmig und die Kräfteverteilung auf dem Halbkreis unregelmäßig ist (vgl. untere Ansicht im oberen Bild), wird zur Berechnung ein gemittelter Wert für σl angenommen und die Zylinderfläche vereinfachend in die Ebene projiziert (in den Abb. jeweils schraffiert):
{\displaystyle \sigma _{l}={\frac {F}{d\cdot s\cdot n}}}
mit
- der zu übertragenden Kraft F
- dem Durchmesser d des geschlagenen Niets oder Bolzens = Lochdurchmesser
- der kleinsten Summe s aller Blechdicken in einer Kraftrichtung
- der Anzahl n der Niete oder Bolzen.

Um 1900 wurde in der Fachliteratur empfohlen, die Druckspannung in der Lochlaibung von genieteten Eisenkonstruktionen auf 140 N/mm² zu begrenzen, um die Fließgrenze des Materials nicht zu überschreiten.